# طحنون بن شخبوط بن ذياب آل نهيان
الشيخ طحنون بن شخبوط بن ذياب بن عيسى بن نهيان آل نهيان، هو الحاكم الرابع من آل نهيان على إمارة أبوظبي تولى الحكم في 1818 إلى أن قُتل في عام 1833 على يد أخويه خليفة وسلطان بعد أن أعادهما هو نفسه بعد إقناع والده الشيخ شخبوط بقبول عودتهما إلى أبوظبي، واللذان نفذا خطتهما لإقصائه عن الحكم بمساعدة كبار أهالي أبوظبي.

## التوجهات
حافظ على سياسة واحدة تقوم على حسن العلاقات مع عمان والوقوف ضد التوجهات السعودية في المنطقة

## العلاقة مع عمان
استعان السلطان سعيد بن سلطان حاكم عمان بالشيخ طحنون وجهّزا حملة مشتركة اتجهت نحو البحرين وقاتلت هناك,
ضد التمدد السعودي اتجاه البحرين .